# Чикаго Блекгокс
«Чикаго Блекгокс» (англ. Chicago Blackhawks; укр. Чорні яструби Чикаго) — професіональний хокейний клуб з Чикаго, Іллінойс, США. Заснована у 1926 році. Команда — член Центрального дивізіону, Західної конференції, Національної хокейної ліги.  «Блекгокс» одна з шести найстарших команд у Національній хокейній лізі.
Домашня арена «Чикаго Блекгокс» — Юнайтед-центр.
«Блекгокс» виграли Кубок Стенлі у роках 1933—1934, 1937—1938, 1960—1961, 2009—2010, 2012—2013 та 2014—2015.

## Володарі Кубка Стенлі
| Володарі Кубка Стенлі 2010 | Воротарі: Антті Ніємі (31), Крістобаль Юе (39). Захисники: Данкан Кіт А (2), Ніклас Яльмарссон (4), Брент Сопел (5), Джордан Гендрі (6), Брент Сібрук (7), Нік Бойнтон (24), Браян Кемпбелл (51) Нападники: Патрік Шарп А (10), Джон Медден (11), Ендрю Ледд (16), Джонатан Тейвз C (19), Трой Брауер (22), Кріс Верстіг (32), Дастін Бафлін (33), Дейв Болланд (36), Адам Буріш (37), Колін Фрейзер (46), Бен Ігер (55), Маріан Госса (81), Томаш Копецький (82), Патрік Кейн (88). Генеральний менеджер: Стен Боумен. Головний тренер: Джоель Кенневілль |

| Володарі Кубка Стенлі 2013 | Воротарі: Корі Кроуфорд, Рей Емері Захисники: Шелдон Брукбенк, Ніклас Яльмарссон, Данкан Кіт, Нік Ледді, Джонні Одуя, Міхал Розсівал, Брент Сібрук Нападники: Браєн Бікелл, Дейв Болланд, Брендон Болліг, Деніел Карчілло, Міхаел Фролик, Міхал Гандзуш, Маріан Госса, Патрік Кейн, Маркус Крюгер, Джамал Меєрс, Брендон Саад, Патрік Шарп, Ендрю Шоу, Бен Сміт, Віктор Сталберг, Джонатан Тейвз (К) Головний тренер: Джоел Кенневілль Генеральний менеджер: Стен Боумен |

## Відомі гравці
- Ред Гемілл
- Кліфф Королл
- Алекс Левінскі
- Чико Макі
- Кіт Магнусон
- Маш Марч
- Гас Мортсон
- Ел Секорд
- Пол Томпсон
- Редж Флемінг
- Джек Портленд
- Метт Равлич
- Фред Стенфілд
- Стюарт Адамс
- Ерл Бельфур
- Боб Бейлі
- Ерні Дікенс
- Джеррі Дюпон
- Майк Іствуд